# Partnerservice Hver Gang
Partnerservice Hver Gang A/S er en dansk rengøringskoncern med hovedkvarter i Kastrup. De udfører en række former for rengøring, erhvervsrengøring og vinduespolering. I 2024 havde de ca. 400 ansatte.
Partnerservice Hver Gang blev etableret i 2003. I 2017 blev de opkøbt af den canadiske kapitalfond Lynx Private Equity. I 2021 opkøbte Lynx også rengøringsvirksomheden Yding Gruppen, som blev fusioneret ind i Partnerservice i 2023.